# (5049) Sherlock
(5049) Sherlock ist ein Asteroid des Hauptgürtels, der am 2. November 1981 vom US-amerikanischen Astronomen Edward L. G. Bowell an der Anderson Mesa Station (IAU-Code 688) des Lowell-Observatoriums in Coconino County entdeckt wurde.
Der Asteroid wurde am 6. Mai 1993 nach Sherlock Holmes benannt, dem berühmten Detektiv aus den Erzählungen von Sir Arthur Conan Doyle.